# U.S. National Championships 1888
Die 8. U.S. National Championships 1888 waren ein Tennis-Rasenplatzturnier der Klasse Grand Slam. Das Herrenturnier fand vom 21. bis 28. August 1888 im Newport Casino in Newport statt. Die Damen spielten vom 12. bis 15. Juni 1888 in Philadelphia.